# Refugi de les Agols
Il refugi de les Agols è un rifugio alpino che si trova nella parrocchia di Encamp a 2.230 m d'altezza.

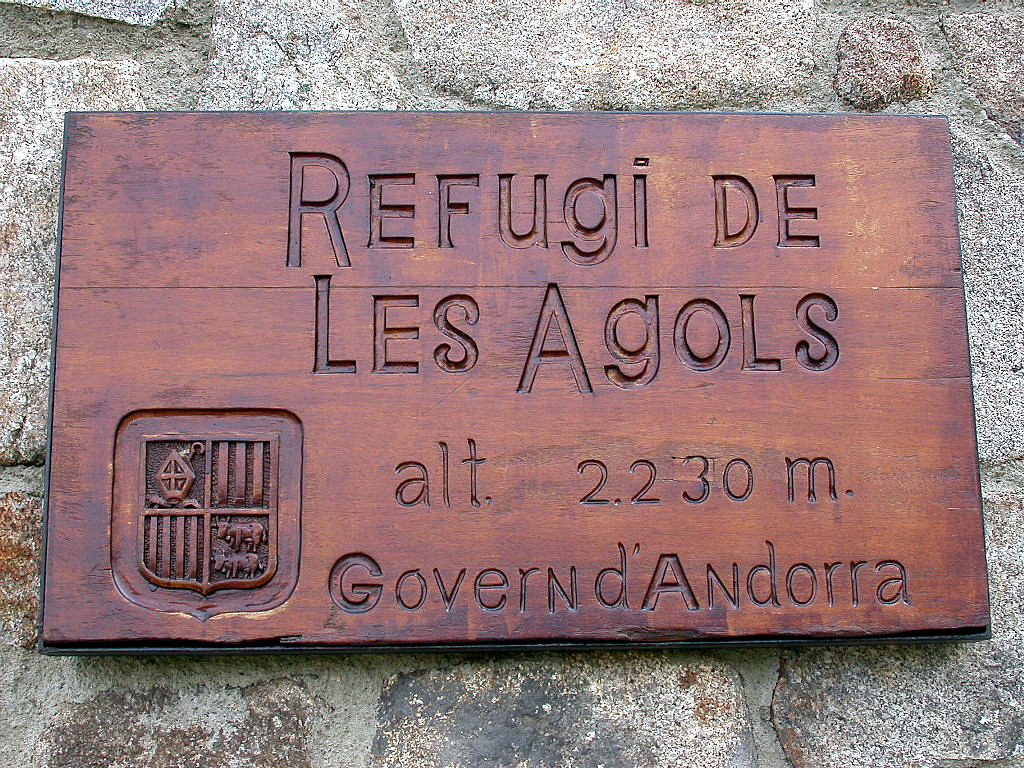
Placca all'esterno del rifugio.